# Nebethetepet
Nebethetepet, auch Nebet-hetepet, ist eine altägyptische Gottheit in der Ägyptischen Mythologie.
Obwohl sie in Heliopolis als weibliches Pendant zu Atum verehrt wurde, war Nebethetepet eher unbedeutend. Vermutlich war sie lediglich die logische Ergänzung zum Schöpfergott. Ihr Name wird außer mit „Herrin der Zufriedenheit“ auch mit „Herrin der Opfergabe“ übersetzt. Wie die ebenfalls in Heliopolis verehrte Göttin Juesaes verkörperte Nebethetepet das weibliche Prinzip. In Verbindung mit Hathor wurde sie auch außerhalb von Heliopolis verehrt.